# Wohlverhaltenspflicht
Die Wohlverhaltenspflicht ist eine abstrakt gehaltene Auffangregelung für die sich aus dem öffentlich-rechtlichen Dienst- und Treueverhältnis gem. Art. 33 Abs. 4 GG ergebenden Loyalitätspflichten. Ihr Inhalt ist durch Auslegung mit Hilfe der in Jahrzehnten gewachsenen Rechtsprechung hinreichend klar bestimmt worden.
Sie ist zu unterscheiden von der familienrechtrechtlichen Wohlverhaltensklausel des § 1684 Abs. 2 BGB, nach der die Eltern zu einem wechselseitig loyalen Verhalten bei der Ausübung des Umgangsrechts gegenüber dem Kind verpflichtet sind.

## Beamte
Im Beamtenrecht gehört zum Wohlverhalten, dass der Beamte innerhalb und außerhalb des Dienstes der Achtung und dem Vertrauen gerecht wird, die sein Beruf verlangen (§ 61 BBG, § 34 BeamtStG). Der Beamte ist auch außerdienstlich, d. h. in seiner Freizeit, verpflichtet, alles zu unterlassen, was dem Ansehen der öffentlichen Verwaltung schadet. Ein ansehensschädigendes Verhalten stellt zwangsläufig eine Verletzung der Wohlverhaltenspflicht dar und hat disziplinarrechtliche Konsequenzen als Dienstvergehen.

## Soldaten
Entsprechendes gilt für Soldaten der Bundeswehr gem. § 17 Abs. 2 Satz 3 SG. Die außerdienstliche Wohlverhaltenspflicht verbietet zum einen die ernsthafte Beeinträchtigung des Ansehens der Bundeswehr (Alt. 1) und zum anderen die ernsthafte Beeinträchtigung der eigenen Achtungs- und Vertrauenswürdigkeit (Alt. 2). Dabei ist das private (Fehl-)Verhalten eines Soldaten grundsätzlich nicht der Bundeswehr als Institution zuzurechnen, es sei denn, dass außergewöhnliche Umstände dazu zwangsläufig Anlass geben. Eine ernsthafte Beeinträchtigung des Ansehens der Bundeswehr liegt – nur – dann vor, wenn der Soldat als Repräsentant der Bundeswehr anzusehen ist und sein Verhalten negative Rückschlüsse auf die qualitative Ausbildung, moralische Integrität und allgemeine Dienstauffassung oder generell auf die militärische Disziplin in der Truppe zulässt. Nach Ansicht des Bundesverwaltungsgerichts verlangt die außerdienstliche Wohlverhaltenspflicht beispielsweise von einem verheirateten/verpartnerten und als solchen identifizierbaren Bataillonskommandeur, dass er bei der Inanspruchnahme von Partnerschaftsvermittlungsdiensten für sexuelle Zwecke bei der äußeren Gestaltung und Formulierung von Internetauftritten auf Integritätserwartungen Rücksicht nimmt.

## Richter
Ein Richter hat sich innerhalb und außerhalb seines Amtes, auch bei politischer Betätigung, so zu verhalten, dass das Vertrauen in seine Unabhängigkeit nicht gefährdet wird (§ 39 DRiG). Ob die Äußerungen des AfD-Politikers Jens Maier im Bundestagswahlkampf 2017 und die Erkenntnisse aus dem Verfassungsschutzbericht von 2020 mit der richterlichen Wohlverhaltenspflicht vereinbar sind, ist Gegenstand eines dienstgerichtlichen Verfahrens.